# جزيرة السعديات
جزيرة السعديات هي جزيرة طبيعية ضخمة تبعد 500 متر عن ساحل أبوظبي، في الإمارات العربية المتحدة، وهي مشروع قيد التطوير. يمتد على مساحة 27 كم2، وهو عبارة عن مشروع تجاري وسكني وترفيهي وثقافي ضخم، تشرف عليه شركة التطوير والاستثمار السياحي، ويتوقع أن يكون جاهزاً بالكامل سنة 2020. ووفقا لحكومة أبوظبي، فإن جزيرة السعديات ستكون مشروع الإمارة الثقافي.
يجري تطوير الجزيرة، وفق رؤية ونهج يقومان على القيم البيئية وبموجب خطة رئيسية تستند في محاورها على الكثافة السكانية المنخفضة. وقد أثمر التخطيط في تطوير الجزيرة، التي تجمع ما بين جمال الطبيعة الخلابة والتجارب الثقافية الغنية والمعالم المعمارية الاستثنائية والإمكانيات التجارية واسعة النطاق. وهي تضم عدداً من المناطق الرئيسية وهي: المنطقة الثقافية في السعديات، وشاطئ السعديات، ومرسى السعديات.
وعند الانتهاء من تشييد كافة المجمعات السكنية، يتوقع أن يصل عدد سكان السعديات إلى 145.000 نسمة يقطنون على هذه الجزيرة ويستمتعون بجمالها الطبيعي الممزوج برفاهية لا حدود لها.
ولا تقتصر جودة الحياة ورفاهيتها في جزيرة السعديات على الوقت الحاضر، بل تمتد مستقبلياً في ظل خطط طموح للتطوير، ويبقى سكان الجزيرة وزوارها على موعد مع سلسلة من الافتتاحات للأعوام القليلة المقبلة التي ستحدث نقلة نوعية في الجزيرة، على رأسها افتتاح متاحف السعديات بدءاً بمتحف اللوفر أبوظبي العام المقبل، يليه متحف زايد الوطني في 2016، ومتحف غاغينهايم أبوظبي في 2017، وكذلك مشروع ذا دستركت، وجهة التسوق العالمية التي تضم أكثر من 550 محلاً، التي سيتم تشييدها ضمن المنطقة الثقافية في السعديات، بالاشتراك مع «إل ريل استيت»، الذراع العقارية لمجموعة «ال في إم إتش» العالمية ومن المتوقع افتتاحها في 2017.

## الموقع
جزيرة طبيعية تبلغ مساحتها 27 كيلومتراً مربعاً، وتبعد حوالي 500 متر عن ساحل أبو ظبي.
يمكن الوصول إلى جزيرة السعديات من وسط مدينة أبوظبي في رحلة لا تستغرق أكثر من خمس دقائق بالسيارة، أما من مطار زايد الدولي، فالوصول إليها يتطلب 20 دقيقة فقط، وحوالي ساعة في حال القدوم من دبي.

### محتويات مشروع الجزيرة

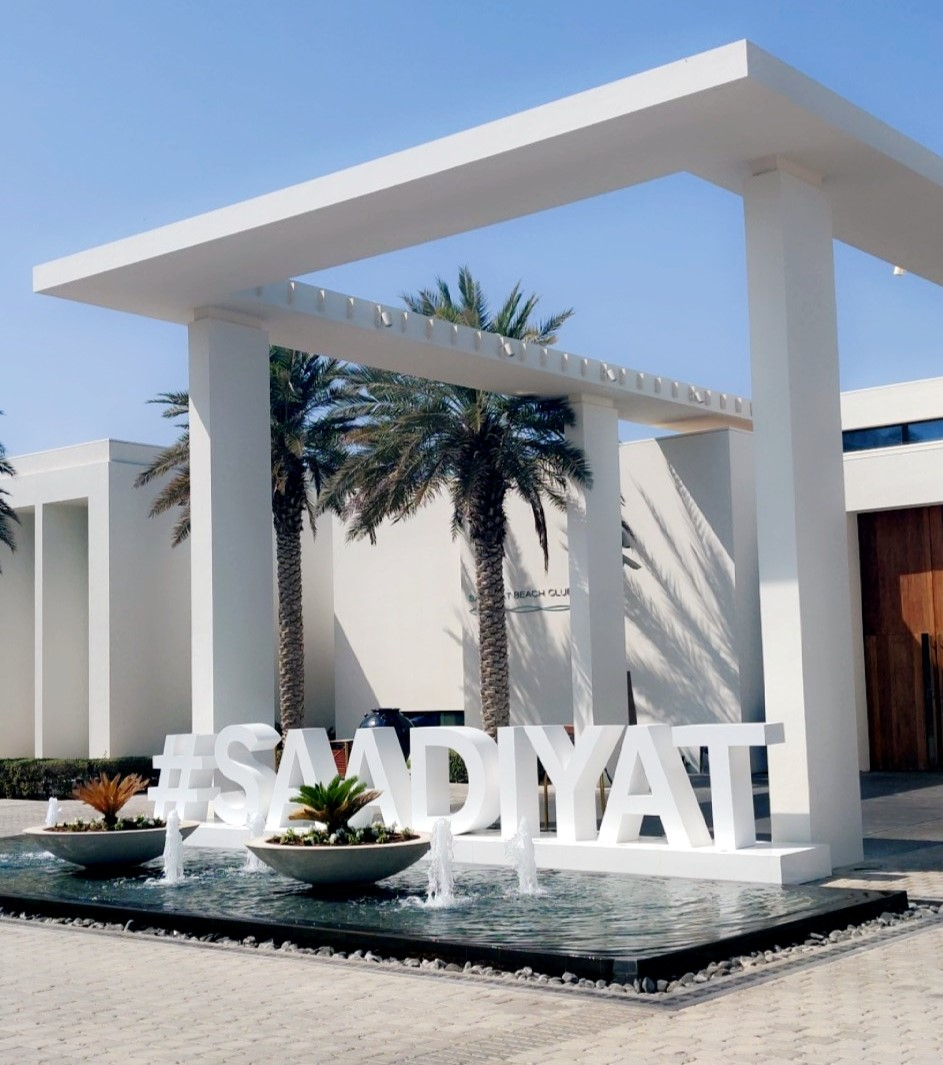
نادي شاطئ السعديات

تضم جزيرة السعديات عدداً من المعالم المتميزة أبرزها المنطقة الثقافية في السعديات التي ينتظر افتتاحها عشاق الثقافة والفنون من جميع أنحاء العالم. وتضم هذه المنطقة معالم عمرانية وضع تصاميمها ثلاثة من أبرز المعماريين الحائزين على جوائز بريتزكر، لتشكل وجهة عالمية رائدة للفنون بجميع أشكالها، وهي:
- متحف زايد الوطني،
- متحف «اللوفر أبوظبي»
- متحف «غاغينهايم أبو ظبي»

كما تضم :
- متنزه السعديات البحري الوطني
- دار المسارح والفنون
- منارة السعديات

وتتكامل هذه المعالم الثقافية مع المجمعات السكنية النابضة بالحياة التي تمتد على شاطئ السعديات منها
- «ذا رزيدنسز سانت ريجيس» جزيرة السعديات
- «رزيدنسز» شاطئ السعديات
- فلل شاطئ السعديات.

ويحظى حالياً مئات المقيمين بمنازلهم الحصرية على السعديات، وعند الانتهاء من تشييد كافة المجمعات السكنية يتوقع أن يصل عدد سكان السعديات إلى 145.000 نسمة.
وتختتم معالم مشروع جزيرة السعديات بالمؤسسات التعليمية المتكاملة من مرحلة الحضانة إلى الجامعة وهي:
- حضانة «ريدوود» السعديات
- مدرسة «كرانلي» أبوظبي،
- جامعة نيويورك أبوظبي.

كما تحتضن الجزيرة أيضاً عدداً من المعالم الترفيهية لمن يرغب في الاستمتاع بوجهة ترفيهية فاخرة، فهي تضم منتجع

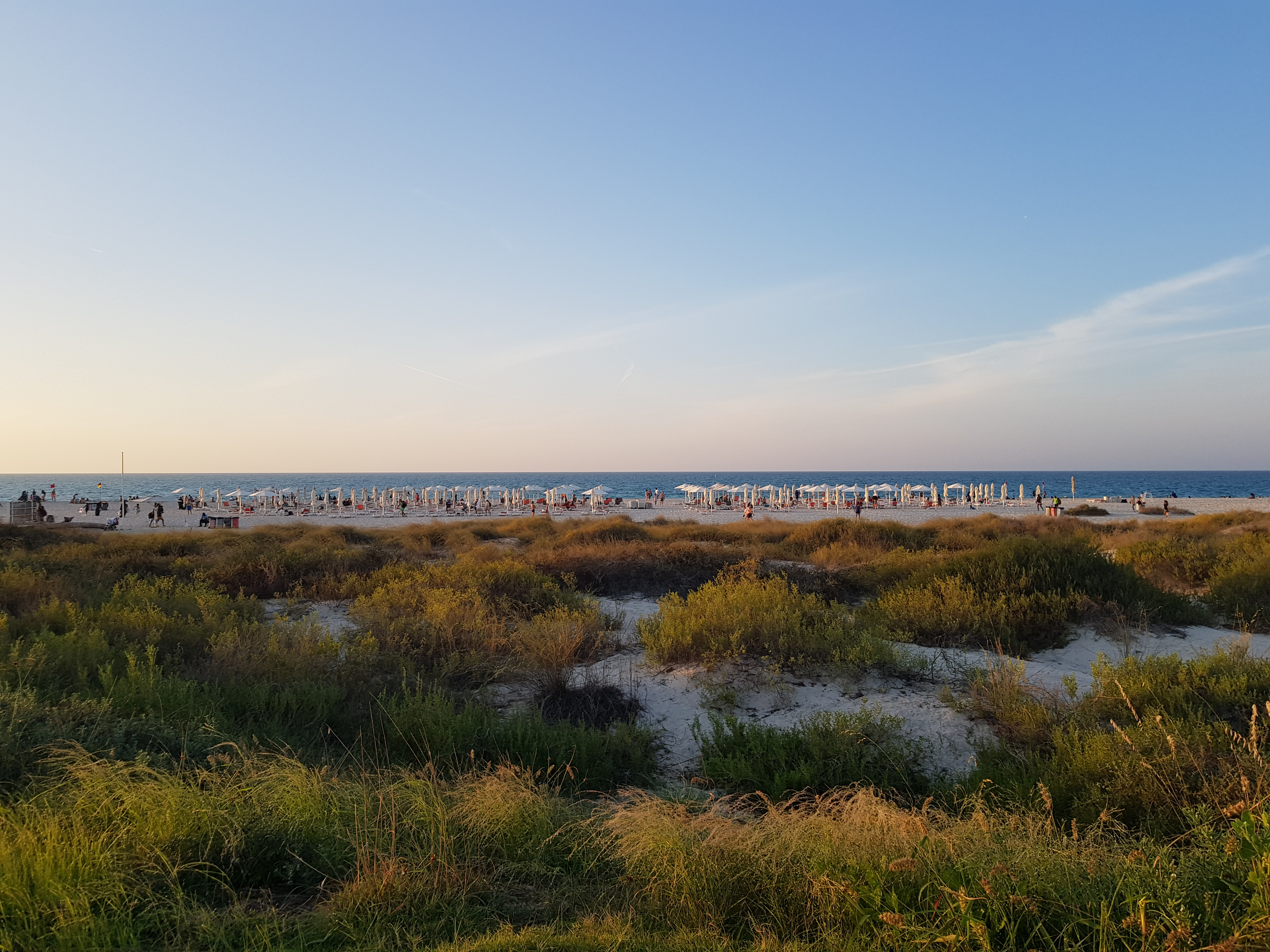
شاطئ السعديات

- «سانت ريجيس» جزيرة السعديات،
- فندق وفلل «بارك حياة» أبوظبي،
- نادي جولف شاطئ السعديات،
- نادي شاطئ السعديات،
- «ذا دستركت».

## شاطئ السعديات
هو أول شاطئ عام في جزيرة السعديات التي يوجد فيها نادي شاطئ السعديات للجولف ومنارة السعديات ونادي «مونتي كارل» والشاطئ ومنتجعا «سانت ريجيس» و«بارك حياة» الشاطئيان. ويقدم الشاطئ لزواره العديد من الخدمات والفعاليات الشاطئية المختلفة.
الشاطئ الذي يمتد على 400 متر، يعد المكان الأمثل لممارسة الرياضة اليومية والتمتع بالشواطئ النظيفة. وهو يوفر الخزائن وحجرات التبديل والمناشف والمظلات والكراسي الشاطئية، بالإضافة إلى مواقف السيارات والمنقذين الموجودين طوال اليوم. كما يتوفر على المتجر الشاطئي الذي يوفر مستلزمات الشاطئ والرياضات البحرية، ويمكن للزوار حجز أماكن محددة من الشاطئ للمناسبات الخاصة.
يعد شاطئ السعديات، الذي يمتد على طول 9 كيلومترات منطقة آمنة ومحافظة على البيئة والطبيعة حيث يضم مرافق سياحية راقية بنيت وفقاً لأرقى المعايير البيئية المتبعة ليقصدها السياح دون التأثير على البيئة والمحيط العام والتي تعد موطناً للسلاحف البحرية النادرة.
وتضم منطقة شاطئ السعديات منتجعي «بارك حياة» و«سانت ريجيس»، إضافة إلى نادي مونت كارلو الشاطئ وملعب الجولف.
المنشآت الثقافية في جزيرة السعديات
تعتبر منطقة السعديات الثقافية مركزاً لتجمع الفن والثقافة من كافّة أنحاء العالم، وتضم منارة السعديات ومتحف الشيخ زايد الوطني ومتحف اللوفر أبوظبي ومتحف غاغينهايم أبوظبي ومركز الفنون الأدائية. وقد افتتحت منارة السعديات في نوفمبر 2009، أما المراكز والمتاحف الأخرى فسيجري افتتاحها على مراحل وفقاً للخطة الموضوعة لها.
ويتمثل الهدف الرئيسي من هذا المشروع في جعل جزيرة السعديات بأبوظبي إحدى أهم الوجهات الثقافية في العالم.

## نادي شاطئ السعديات
يقدم نادي شاطئ السعديات العديد من الخدمات و المرافق المتنوعة تشمل حوض سباحة في الهواء الطلق ونادي رياضي ومنتجع صحي وساونا وغرفاً بخارية، بالإضافة إلى أماكن اللعب المخصصة للأطفال وغيرها من الخدمات الترفيهية.

## مضمار جولف صديق للبيئة
صمم هذا الملعب الصديق للبيئة اللاعب الشهير غاري بلاير وتبلغ مساحته الإجمالية 5290 ياردة، مع إمكانية توسعته إلى 7784 ياردة للمحترفين، كما أنه يتميز بإطلالة رائعة على المحيط، كما يقدم فرصة للضيوف لمشاهد الدلافين وهي تسبح في الخليج العربي.

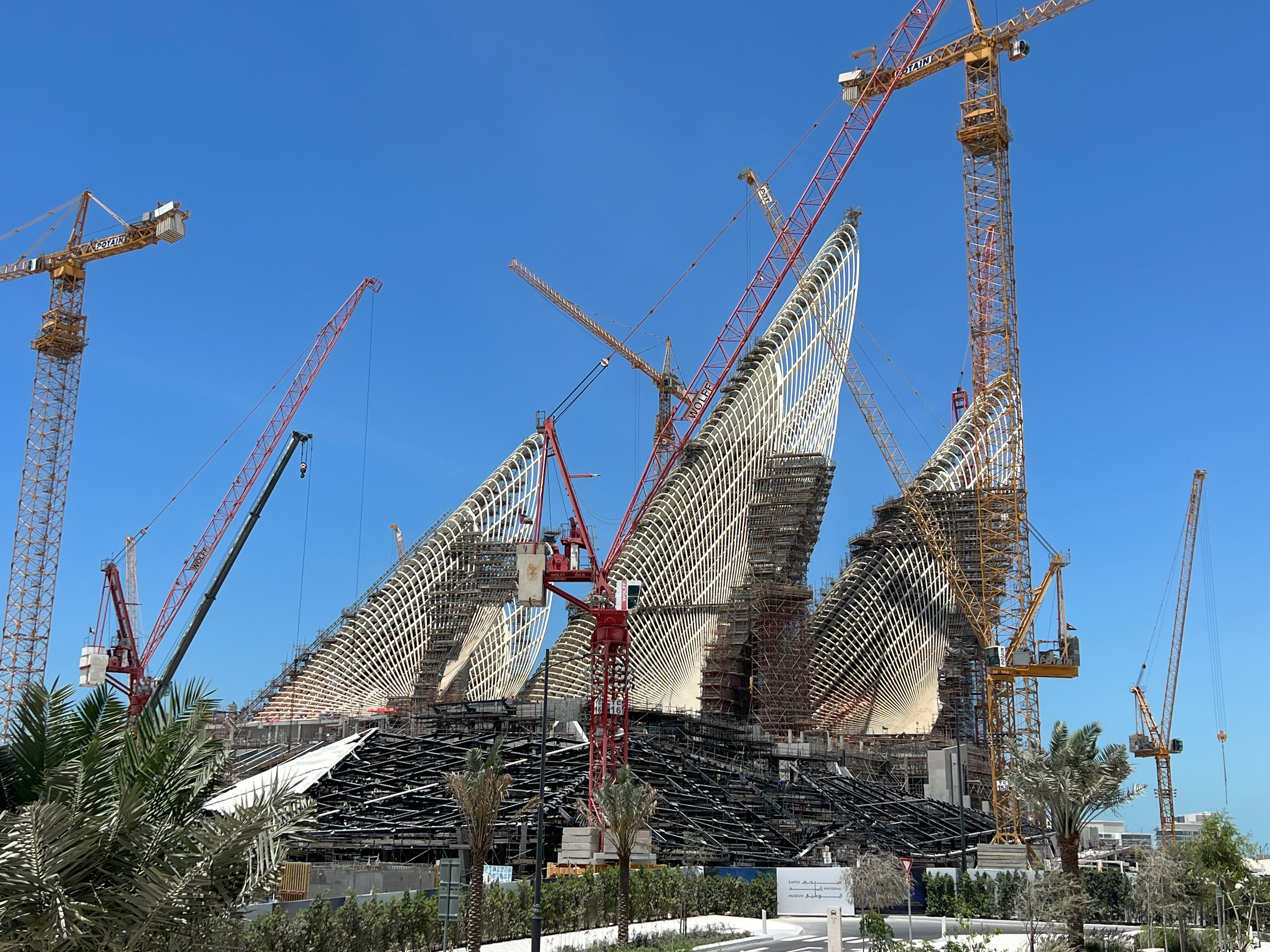
متحف الشيخ زايد الوطني

## متحف الشيخ زايد الوطني
يقف متحف الشيخ زايد الوطني شامخاً وسط منطقة السعديات الثقافية وهو الصرح الحضاري الأهم في الجزيرة. يروي المتحف، من مكانه في أعلى نقطة في المنطقة الثقافية، قصة تاريخ المنطقة وتوحيد الإمارات العربية المتحدة وذلك من خلال استعراض سيرة حياة وشخصية الشيخ زايد بن سلطان آل نهيان، مؤسس دولة الإمارات.

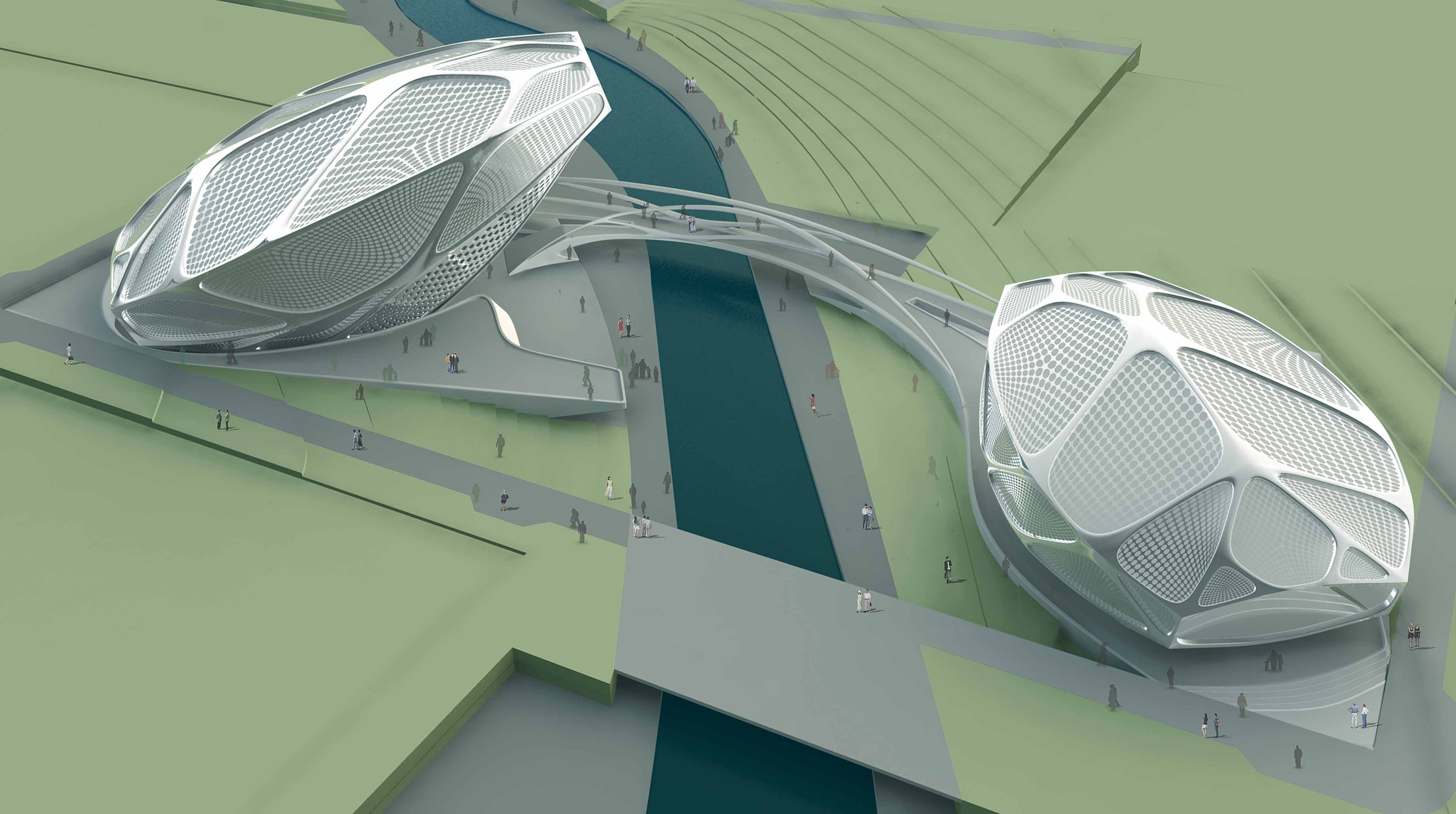
متحف «غاغينهايم أبوظبي» جزيرة السعديات

## متحف «غاغينهايم»
متحف «غاغينهايم أبوظبي» منبراً عالمياً للفنون والثقافة المعاصرة، حيث سيقدم للعالم بعضاً من أهم الإنجازات الفنية في عصرنا.

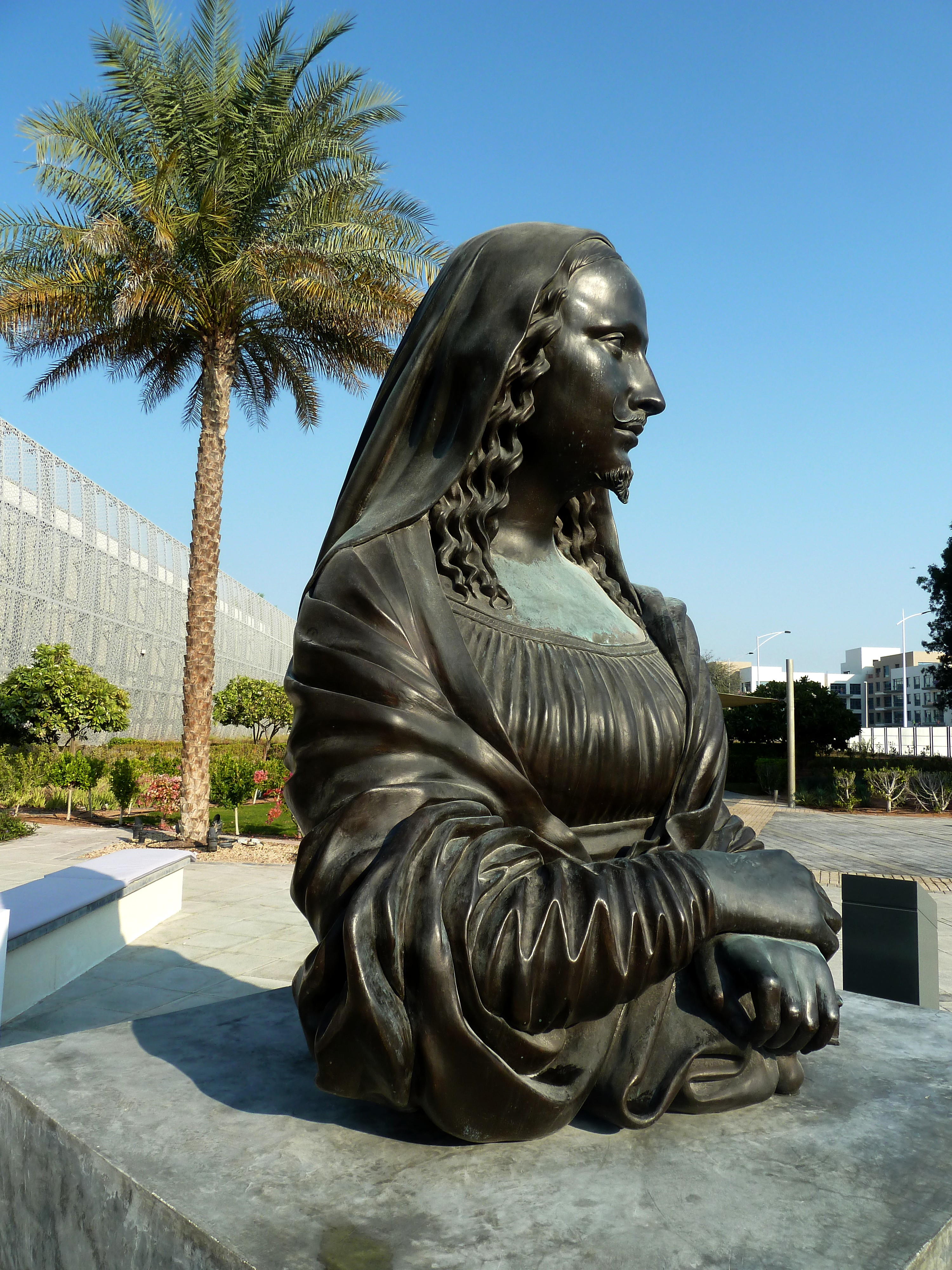
مدخل متحف «غاغينهايم» أبوظبي

يحتفي «غاغينهايم أبوظبي»، الذي يشغل موقعاً مميزاً في المنطقة الثقافية في السعديات، بمجموعته الدائمة التي تشكل مثالاً حياً لتلاقي الفنون العالمية التي تمتد من ستينات القرن الماضي وحتى يومنا هذا. كما سيسهم المتحف من خلال سلسلة متكاملة من الأعمال الفنية، والمعارض، والبرامج التعليمية، في بناء وتعزيز مفهوم عالمي لتاريخ الفن.
سيتجاوز «غاغينهايم أبوظبي» تعريف الفن العالمي الذي يعتمد على التوزيع الجغرافي، وذلك من خلال التركيز على الديناميكيات المترابطة لمراكز الفنون المحلية والإقليمية والدولية، فضلاً عن سياقاتها التاريخية المتنوعة ومصادر الإلهام الإبداعي.
كما سيوفر المتحف مساحة مهمة لمجموعته الدائمة وصالات العرض الخاصة مع مرافق تعليمية فنية، ومسرح، ومكتبة، ومركز بحوث فضلاً عن محل للتجزئة، ومطعم والعديد من المقاهي.
وأكثر ما يميز المتحف، الذي وضع تصاميمه المعماري الحائز على جائزة برتزكر العالمية فرانك جيري، هو الأشكال المخروطية التي تحاكي الأبراج الهوائية المعروفة في المنطقة باسم (البراجيل)، والتي تسهم في توفير التهوية والظل للساحات الخارجية للمتحف في بيئة معمارية تمتزج فيها التقاليد العربية والمعاصرة، والتصميم المستدام. كما يتميز المتحف بإطلالته الخلابة على كل من المنطقة الثقافية في السعديات ومياه الخليج العربي ضمن موقع أخاذ محاط بالكامل تقريباً بالمياه.

## متحف «غاغينهايم» أبوظبي
سيكون متحف «غاغينهايم» أبوظبي منبراً بارزاً للثقافة والفن المعاصر العالمي بتقديمه أهم الإنجازات الفنية في عصرنا. كما سيسهم المتحف، من خلال مجموعته الدائمة من الأعمال الفنية والمعارض والمطبوعات المتخصصة والبرامج التعليمية، في بناء وتعزيز مفهوم عالمي لتاريخ الفن.
سيتجاوز «غاغينهايم» أبوظبي تعريف الفن العالمي الذي يعتمد على التوزيع الجغرافي، وذلك من خلال التركيز على الديناميكيات المترابطة لمراكز الفنون المحلية والإقليمية والدولية، فضلاً عن سياقاتها التاريخية المتنوعة ومصادر الإلهام الإبداعي.
ولتحقيق هذا المسعى، سيحتفي المتحف بالهوية الأصيلة التي تستمد عراقتها من عمق التقاليد الثقافية لإمارة أبوظبي ودولة الإمارات العربية المتحدة، بالإضافة إلى دول أخرى في منطقة الشرق الأوسط. كما سيقوم أيضاً بدور رائد في وضع نموذج له رؤية متميزة وهدف واضح لإعادة تعريف القواعد التاريخية للفن.

## متحف اللوفر أبوظبي

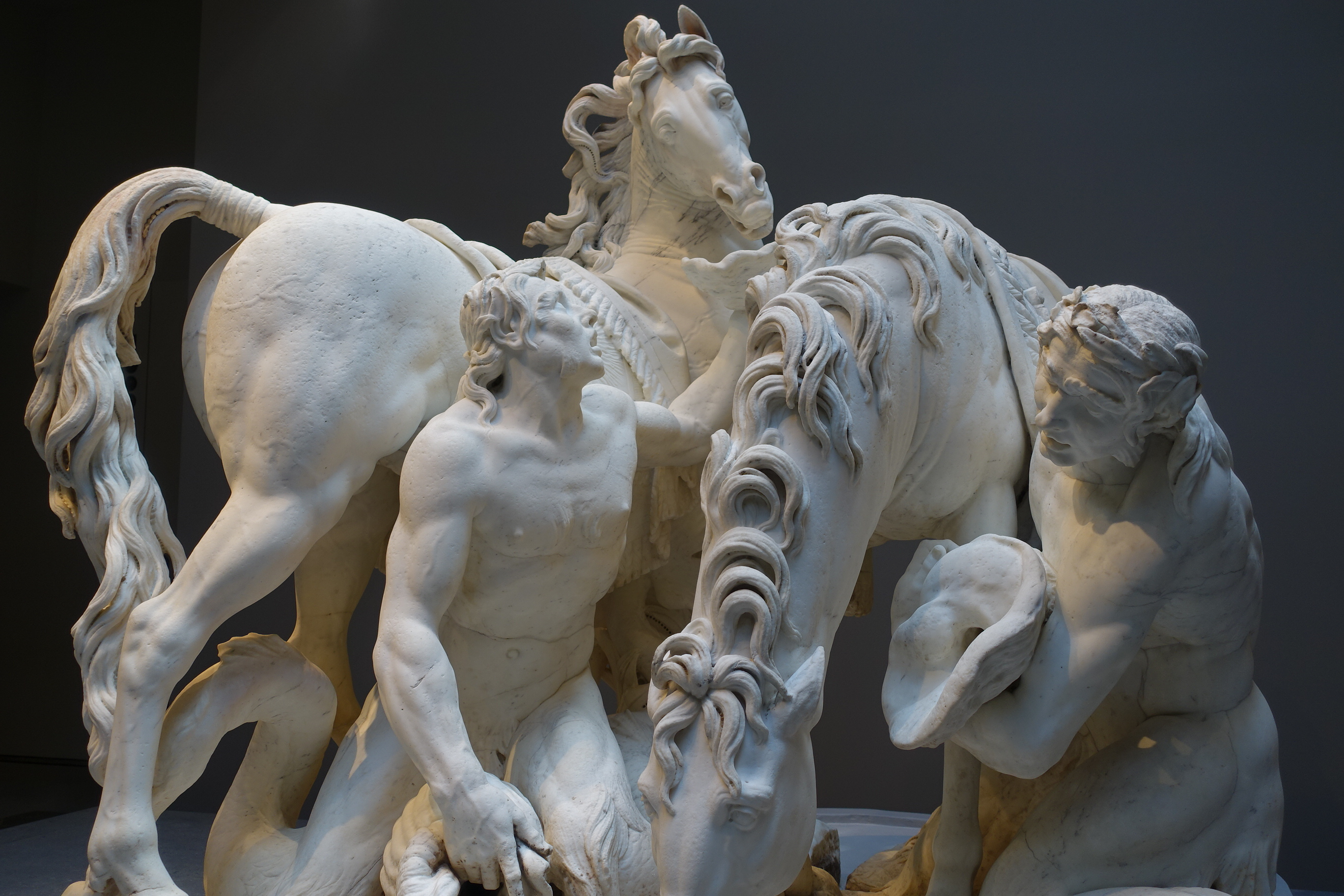
من معروضات متحف اللوفر أبوظبي

يعد لوفر أبوظبي أول متحف عالمي يتم تشييده في العالم العربي. وسيعرض المتحف، الذي جاء ثمرة اتفاقية تعاون بين حكومتي أبوظبي وفرنسا، الأعمال الفنية والمخطوطات والمواضيع التي تتميز بأهمية تاريخية وثقافية واجتماعية خاصة.
وستأتي المعروضات التي يمتد عمرها عبر آلاف السنين، من مجتمعات وثقافات من جميع أنحاء العالم، في حين سيتم تسليط الضوء على المواضيع العالمية والتأثيرات المشتركة لتوضيح أوجه تشابه التجربة الإنسانية المشتركة التي تتجاوز حدود الجغرافيا والأعراق والتاريخ.

## المتحف البحري

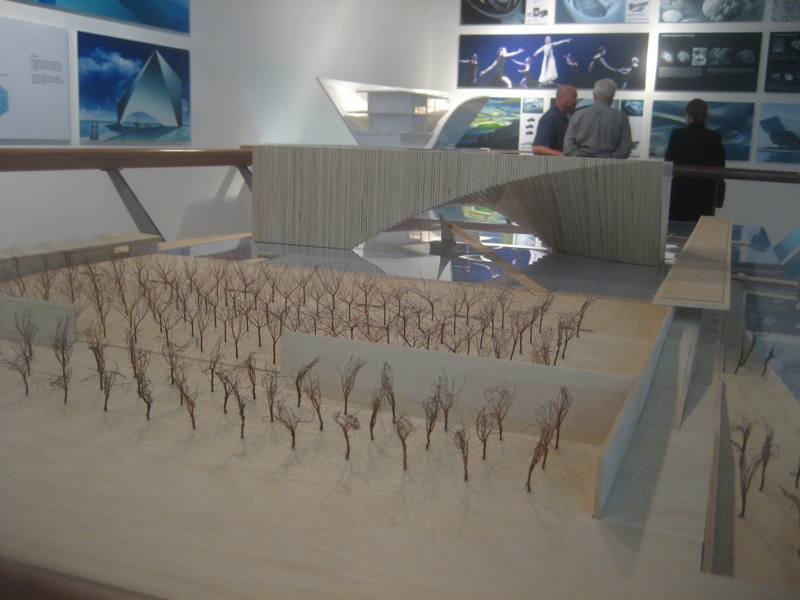
المتحف البحري

سيتم تخصيص هذا المتحف لتاريخ الحرف البحرية والبيئة البحرية في إمارة أبوظبي، وهو ما يعكسه التصميم المعماري الذي أنجزه «تاداو أندو» لمبنى المتحف، حيث سيدمج سطحه بين اليابسة والبحر بصرياً، كما سيعطي انطباعاً عن الريح كقوة أساسية شكّلت بيئة أبوظبي وحضارتها. وستتضمن أهم معالم المتحف البحري حوضاً مائياً تحت الأرض ومركباً شراعياً تقليدياً وقارب «في ذكرى زايد» الذي أكمل رحلة خيرية تاريخية عبر المحيط الأطلسي في مطلع عام 2007.

## متنزه السعديات البحري الوطني
يعد منتزه السعديات البحري ابوظبي بين أجمل المحميات الطبيعية في أبوظبي،ويمتد منتزه السعديات البحري الوطني على مساحة 59 كيلومتر مربع في المنطقة البحرية المجاورة لجزيرة السعديات، ويحتضن العديد من الكائنات البحرية ومروج الأعشاب البحرية، كما يعد موطناً رئيسياً للحيوانات المهددة بالانقراض مثل سلاحف منقار الصقر، إلى جانب 24 نوعاً من الطيور و13 نوعاً من الزواحف و7 أنواع من النباتات و5 أنواع من الثدييات.
ومن أهم فعالياته : رؤية الأسماك الفريدة من نوعها مثل ثعابين البحر وقيثارة البحر ، والدلافين مثل دولفين المحيط الهندي الأحدب وقاروري الأنف و الأعشاب البحرية والشعاب المرجانية ولا يحتاج الزوار إلى شراء تذاكر دخول متنزه السعديات البحري الوطني؛ فالدخول إليه مجاني لكافة فئات المجتمع 

## دار المسارح والفنون
يقع مركز الفنون الأدائية على الحافة المائية لممّر المشاة الذي يمتدّ من متحف الشيخ زايد الوطني باتجاه البحر، ويبلغ ارتفاعه 62 متراً على مساحة تقدر ب52,381 متراً مربعاً، ويتضمن منشآت ثقافية ومعاهد لتعليم الفنون الجميلة.
سيحتوي المركز على خمسة مسارح وقاعة موسيقى ودار أوبرا ومسرح درامي ومسرح تقدر مساحته بـ 16,283 متراً مربعاً وتصل سعته الإجمالية إلى 6300 مقعداً. وقد تم تصميم المبنى وتجهيزاته الصوتية على يد المعمارية زها حديد بشكل يساعد على توفير أجواء فنية ذات مستوى عالمي متميز.
علاوةً على المسرح التجريبي، ستتضمن أكاديمية الفنون الأدائية 3,557 متراً مربعاً من المساحة المخصصة للبرامج التعليمية التي ستقام في مجالات الفن والتصميم المعماري والموسيقى والدراما. وسيتضمن المجمّع أيضاً 28,692 متراً مربعاً مخصصة للمتاجر والمطاعم والشُرف.

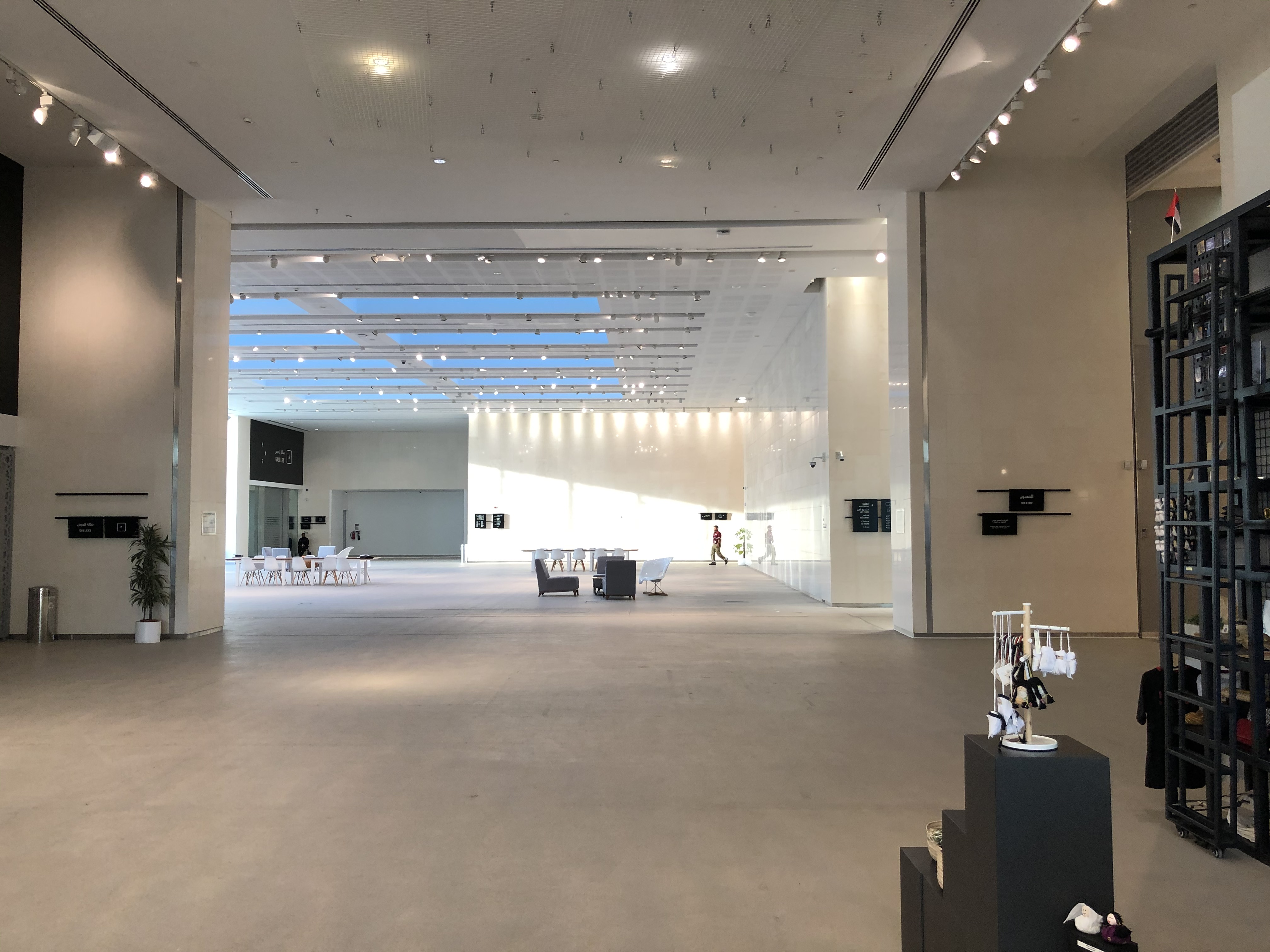
منارة السعديات

## منارة السعديات
تعد منارة السعديات أول مشروع يفتتح بجزيرة السعديات في نوفمبر 2009 وهي عبارة عن مبنى بمساحة 15,400 متر مربع مخصص كمركز لزوار السعديات ولعرض المشاريع الرائدة التي تقام على الجزيرة، كما يستضيف معارض فنية متنوعة من مختلف أنحاء العالم. تقع المنارة في المنطقة الثقافية من الجزيرة، وتضم ثلاث صالات كبرى ومركز مبيعات ومطعم ومسرح يحتوي على 250 مقعداً.
كما يشجع المركز الزوار على ابتكار أعمالهم الفنية الخاصة وتعتبر مكاناً جيداً لتبادل وجهات النظر والنقاشات المثمرة.
ومن المعارض الرئيسية لجزيرة السعديات صالة عرض فن أبوظبي وهي صالة عرض دائمة لمجموعة من المعارض والبرامج الثقافية والفنية التي تنظمها شركة التطوير والاستثمار، ومعرض قصة السعديات ومعرض الفن المعاصر والمعرض العالمي والمعرض المركزي للفعاليات. كما تقدم منارة السعديات مطعم فنر الجديد والراقي، حيث يمكن للزوار التعرف إلى قصة السعديات ضمن تجربة تفاعلية مميزة تستعرض تاريخ جزيرة السعديات وتراثها وخططها المستقبلية الطموحة.

## المتنزه والهياكل المسقوفة
بمحاذاة القناة المائية، سيتم إنشاء متنزّه يعلوه 19 هيكلاً مسقوفاً لاستضافة برنامج فني ومعماري كل عامين. وقد قام بتصميم هذه الهياكل المقرر إنشاؤها عام 2017 أبرز المهندسين المعماريين من دولة الإمارات والمملكة المتحدة والولايات المتحدة الأمريكية والصين وكوريا الجنوبية وروسيا. وسيتم تحديد فكرة المتنزّه في المستقبل القريب.

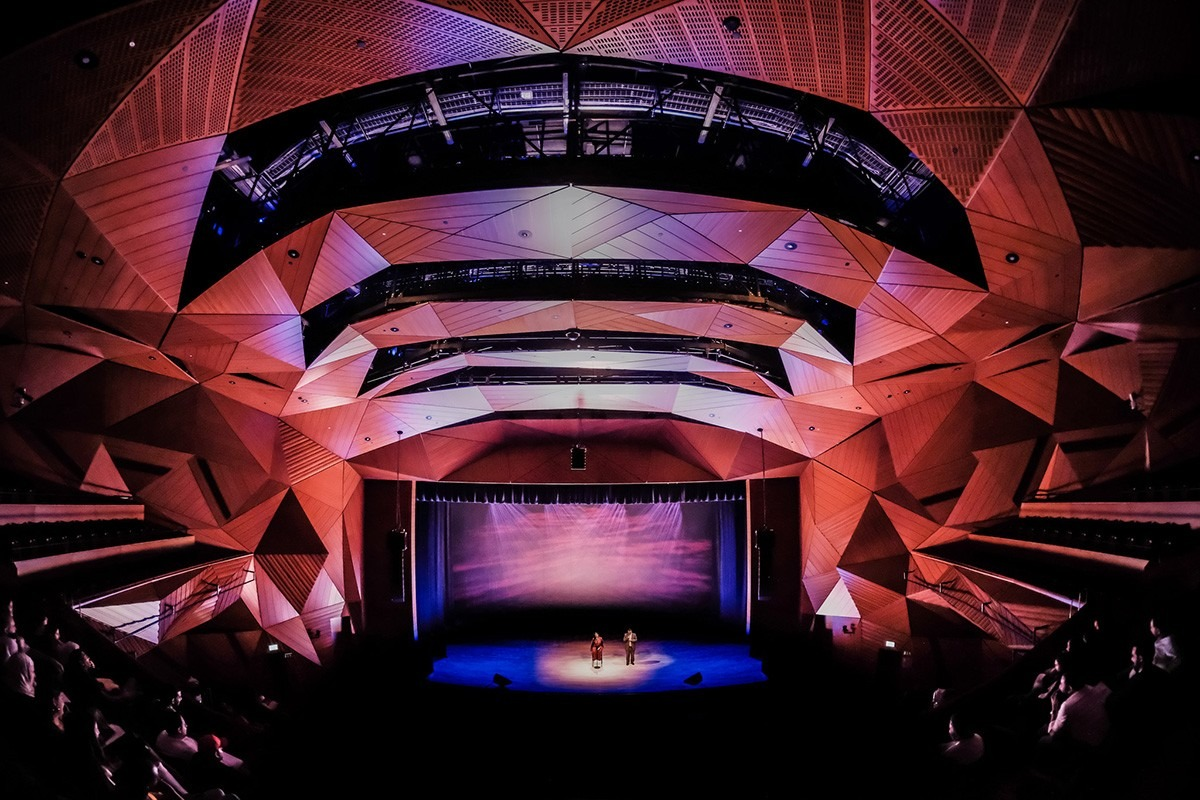
المسرح الأحمر في جامعة نيويورك أبوظبي

## مارينا السعديات
ستشكل مارينا السعديات، التي تقع على الساحل الجنوبي الغربي للجزيرة، مجتمعاً نابضاً وبيئة مثالية للعيش والعمل والترفيه. يمكن للمقيمين التمتع بأسلوب حياة عالمي مع الاستمتاع بمناظر خلابة على الواجهة البحرية، بينما تحظى الشركات بأحدث مرافق الأعمال المبتكرة المتاحة في هذه المنطقة التجارية المتطورة.
ستضم هذه المنطقة الرئيسية مجموعة متنوعة من المقاهي، والساحات الواسعة التي تحتفي بالسهر في الليالي، وخلفها مجموعة متنوعة من الفنادق العالمية، بالإضافة إلى مرسى لليخوت والقوارب يتسع لنحو 1000 قارب، كما ستضم هذه المنطقة الحيوية عدداً من الشقق الفاخرة، مما يعزز سمعة السعديات كأبرز وجهة سكنية.
بالإضافة إلى ذلك، ستحتضن منطقة «مارينا السعديات» أيضاً مرافق تعليمية مميزة أبرزها جامعة نيويورك أبوظبي التي ستفتتح أبوابها للآلاف من الطلاب من دولة الإمارات العربية المتحدة، والمنطقة وأبعد من ذلك. ويجري تطوير «حي الجامعة» بالقرب من المرافق التعليمية لتتكامل مع المجمعات السكنية للطلاب والمنازل والمكاتب التي تهدف بمجموعها إلى دعم هذه المرافق. بالإضافة إلى ما يقدمه هذا المجتمع القائم بحد ذاته، فإنه يتكامل أيضاً مع المشاريع الثقافية الفاخرة للسعديات.

### شركة التطوير والاستثمار السياحي
تعتبر شركة التطوير والاستثمار السياحي، الجهة المشرفة على المشروع، وهي المطوّر الرئيسي لأبرز الوجهات السياحية والثقافية والسكنية في إمارة أبوظبي. أنشئت الشركة لتكون الذراع المتخصص في إدارة وتطوير الأصول السياحية التابعة لهيئة أبوظبي للسياحة والثقافة، وذلك بهدف دعم الاستثمار والنمو والتطوير في قطاع السياحة في الإمارة. ومنذ العام 2006، تضطلع بشكل فعال في تطوير عدد من أهمّ وأرقى المشاريع في الإمارة.
واليوم، يُعزى جزء كبير من نجاحها إلى القدرة على تلبية احتياجات الاقتصاد الحديث، من خلال ادراك الارتباط الجوهري بين التصميم والاستثمار. وقد اضطلعت شركة التطوير والاستثمار السياحي بدور مهمّ في التطوّر المستمرّ لأبوظبي كوجهة عالمية المستوى من حيث استقبال السائحين ورجال الأعمال إضافة إلى المقيمين في الدولة على حد سواء، وذلك من خلال الشراكات الاستثمارية والمشاريع المشتركة.

## الجوائز
- حصدت جزيرة السعديات أبوظبي أكثر من 20 جائزة متميِّزة، منها لقب أفضل وجهة شاطئية فاخرة في دولة الإمارات من جوائز «لاكشري لايف ستايل»، ولقب الوجهة الشاطئية الرائدة في الشرق الأوسط من جوائز السفر العالمية، وفازت بلقبين من جوائز السفر الدولية، هما أفضل وجهة شاطئية وأفضل وجهة سياحية.[7]
- حصلت جزيرة السعديات على لقب أفضل وجهة شاطئية في الشرق الأوسط من جوائز ذا سي إي أو ديستنيشنز[7]
- حصلت على جائزة أفضل حملة زفاف لعام 2024 من جوائز أبوظبي للأعراس.[7]
- حصلت على جائزة ستيفي الفضية عن فئة «الإنجاز المبتكر في الاستدامة» في جوائز ستيفي الشرق الأوسط وشمال إفريقيا. وحصلت المرافق الشريكة والجهات المعنية في الجزيرة بتكريم خاص ، ما يعزِّز مكانة جزيرة السعديات كوجهة عالمية تجمع بين التميُّز والالتزام بأعلى معايير الجودة والاستدامة.[7]

## المقاولون
- Al Jaber for Villa
- HILALCO for Road and Infrastructures

## وصلات خارجية
- موقع السعديات: http://www.saadiyat.ae/ar/
- موقع شركة التطوير والاستثمار السياحي: http://www.tdic.ae/ar/
- تأسيس المتحف العالمي لوفر أبو ظبي، الثلاثاء 6 مارس 2007 م.
- جزيرة السعديات.. وجهة السكن والتعليم والسياحة بمعايير عالمية
- المتاحف ليست للبيع ل فرونسواز كاشين، جون كلير ورولاند ريشت.